# Lepidiota horni
Lepidiota horni är en skalbaggsart som beskrevs av Moser 1924. Lepidiota horni ingår i släktet Lepidiota och familjen Melolonthidae. Inga underarter finns listade i Catalogue of Life.